# الخطوط التونسية السريعة

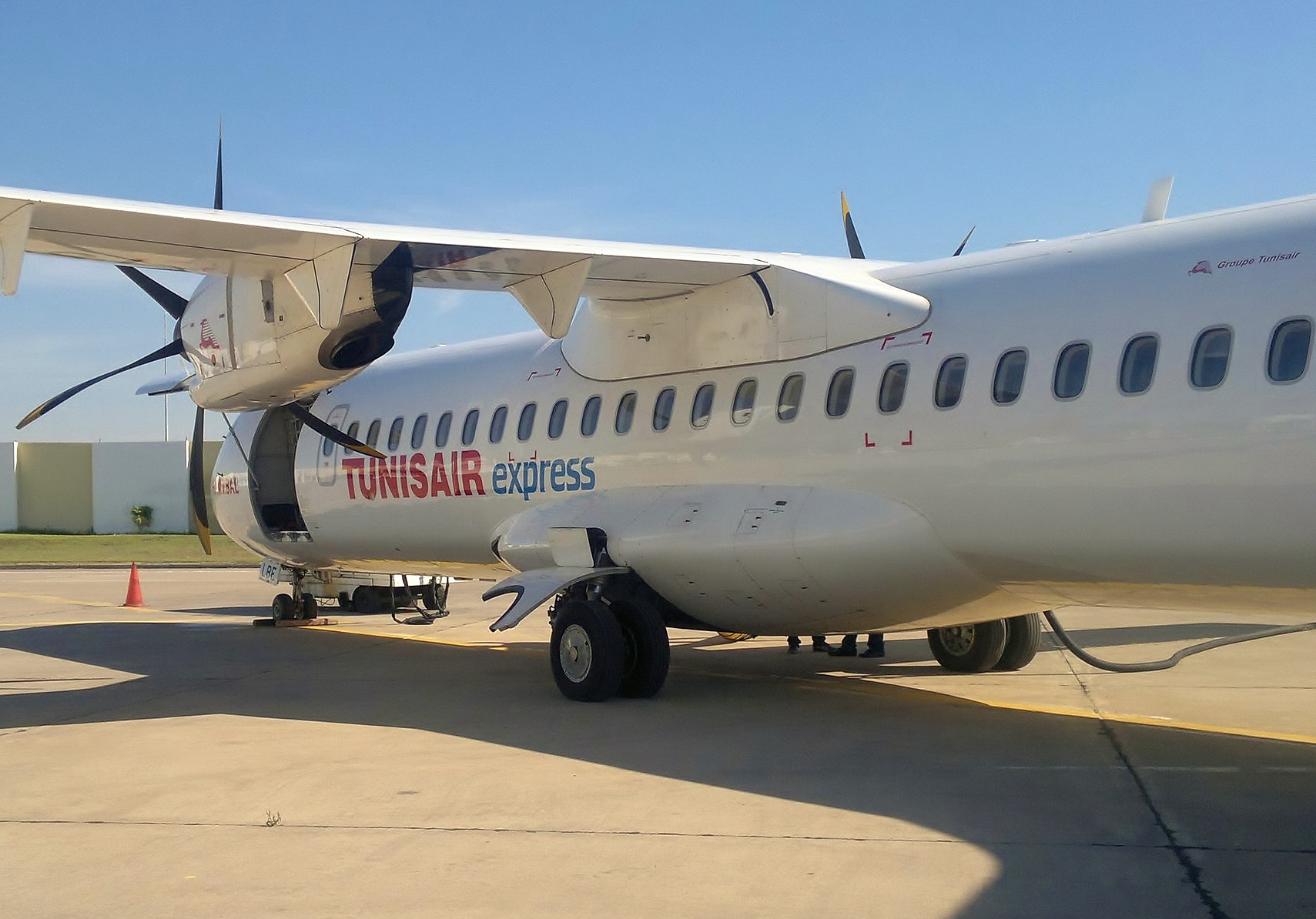
طائرة للخطوط التونسية السريعة

الخطوط التونسية السريعة (Tunisair Express)، وسابقا كانت "الطيران السابع وكانت تدعى قبل 7 يوليو 2007 الخطوط الدولية (Tuninter)، أطلقت هذه التسمية بعد الربط بمالطا وإيطاليا، وقد كانت قبل ذلك أيضا: الخطوط الداخلية (Tuninter) (رمز إياتا: UG، رمز إيكاو: TUI هي شركة طيران تونسية أسست في 1 أوت 1991. وهي تابعة للشركة الوطنية الخطوط التونسية ولكنها استقلت عنها في كافة المجالات الاقتصادية في مارس 1992.

اقتصرت على الرحلات الداخلية في بداية نشاطها (هي الشركة الوحيدة التي تقدم رحلات داخلية). ولكن بعد حصولها على الإذن بالعمل في كافة أرجاء العالم سنة 2000، وسّعت نشاطها ليشمل 10 مطارات دولية توجد خاصة في جنوب إيطاليا وفي مالطا.

استبدلت بعد الثورة التونسية في 2011 من الاسم «الطيران السابع» الذي يدل على فترة الرئيس المخلوع زين العابدين بن علي 7 نوفمبر إلى اسم «الخطوط التونسية السريعة».

## وجهات

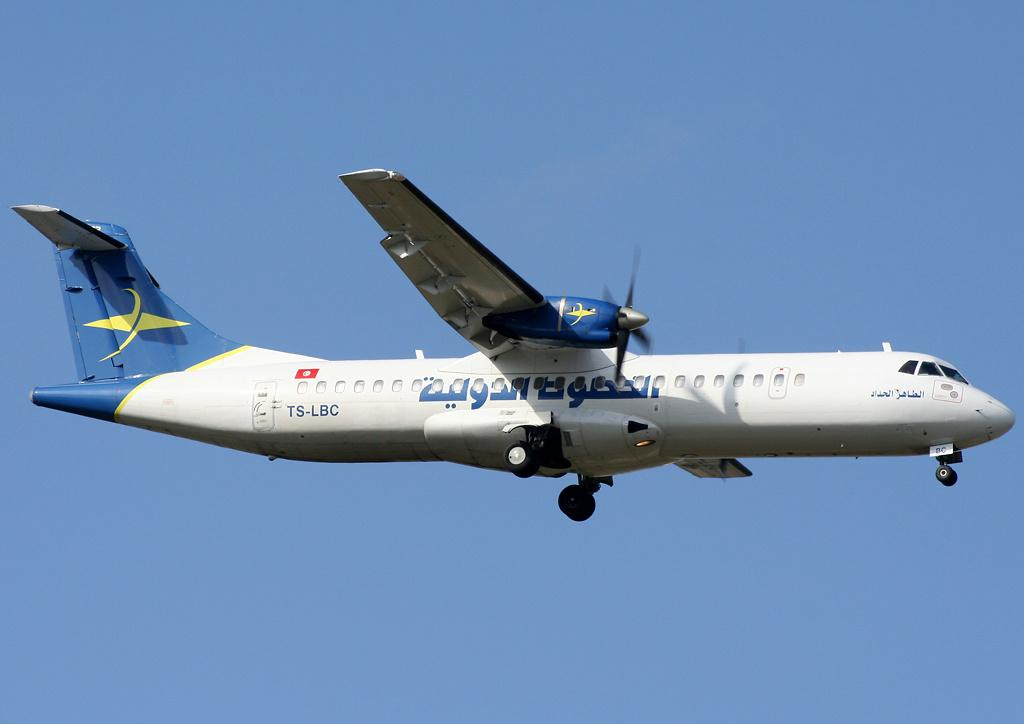
الخطوط الدولية (طيران السابع حاليًا)

تصل الشركة تونس العاصمة بمطارات جربة وصفاقس وتوزر وقفصة والمنستير وطبرقة وقابس. تعمل أيضا على خط طرابلس، انطلاقا من صفاقس، بالرمو، انطلاقا من تونس العاصمة، جربة والمنستير ومالطا انطلاقا من تونس العاصمة والمنستير.
تعمل أيضا على الرحلات العرضية خاصة في جنوب إيطاليا وفرنسا، الجزائر وليبيا ومالطا

## الأسطول
| طراز الطائرة | كنية (إسم) الطائرة | عدد المقاعد | عدد التسجيل |
| ------------ | ------------------ | ----------- | ----------- |
| إيه تي آر 72 | الطاهر الحداد      | 70 مقعد     | TS-LBC      |
| إيه تي آر 72 | حنبعل              | 70 مقعد     | TS-LBE      |
| إيه تي آر 72 | صدربعل             | 70 مقعد     | TS-LBD      |
| سي أر جي 900 | عليسة              | 88 مقعد     | TS-ISA      |

## حوادث
- في 6 أغسطس 2005- طائرة الرحلة العرضية 1153 من نوع ATR-72 (صنعت سنة 1992) تقل 34 راكبا إيطاليا و 5 من الطاقم التونسيين قامت بهبوط اضطراري شمال راس قالو (في عرض سردينيا). الطائرة كانت تربط مدينة باري بجزيرة جربة. وكان الطيار قد اتصل بمطار باليرمو بعد مشاكل في المحرك ولكنه لم يستطع الوصول إليه وانقسمت الطائرة إلى ثلاث اجزاء بعد ارتطامها بسطح البحر. 16 من الركاب الـ 39 قتلوا منهم 3 لم يعثر عليهم، ال 23 الباقون بما فيهم 2 من الطاقم استطاعوا الخروج من الطائرة التي بقيت تطفو على سطح الماء.
- في 7 سبتمبر، سلطة الطيران الإيطالية منعت الشركة من التحليق في أجوائها. حسب التحليلات، صمام الوقود في الطائرة كان معدا لطائرة ATR-42 (التي تسع كمية أكبر من الوقود) وليس مع ATR-72. وهو ما جعل الطيار يسهو عن الكمية الحقيقية للوقود بالطائرة. محركي الـ ATR-72 توقفا عن العمل في نفس الوقت مما أدى إلى سقوط الطائرة.

## شعارات الشركة

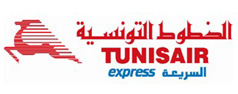
شعار الخطوط التونسية السريعة (2011 - )

### وصلات خارجية
- (بالفرنسية) الموقع الرسمي للشركة